# 시호 (배우)
시호(일본어: 志保, 1992년 10월 19일 ~ )는 일본 군마현 출신의 배우이자 모델이다. 소속사는 스타더스트 프로모션이다.

## 출연작
大盛りの天丼

## 영화
- 가면라이더X가면라이더 포제&오즈 MOVIE 대전 MEGAMAX - 노자마 토모코 역
- 가면라이더 포제 THE MOVIE 다 함께 우주 왔다! - 노자마 토모코 역
- 가면라이더X가면라이더 위자드&포제 MOVIE 대전 얼티메이텀 - 노자마 토모코 역